# Nongpoh
Nongpoh ist eine Kleinstadt im indischen Bundesstaat Meghalaya.
Die Siedlung ist Hauptort des Distrikts Ri-Bhoi. Nongpoh hat den Status eines Town Committee. Die Stadt ist in 10 Wards gegliedert. Sie hatte am Stichtag der Volkszählung 2011 17.055 Einwohner, von denen 8536 Männer und 8519 Frauen waren. Christen bilden mit einem Anteil von über 82 % die Mehrheit der Bevölkerung in der Stadt. Hindus bilden eine Minderheit von ca. 14 %. Die Alphabetisierungsrate lag 2011 bei 82,6 % und damit deutlich über dem nationalen Durchschnitt. 83,3 % der Einwohner gehören den Scheduled Tribes an.